# Thủ tướng Na Uy
Thủ tướng Na Uy (statsminister, nghĩa đen là "Bộ trưởng Nhà nước") là người đứng đầu chính phủ của Na Uy. Thủ tướng và Nội các (bao gồm tất cả các bộ trưởng cấp cao nhất của chính phủ) chịu trách nhiệm chung về chính sách và hành động của mình đối với quốc vương, Nghị viện, cho đảng chính trị của họ, và cuối cùng là cử tri. Trên thực tế, vì gần như không thể để một chính phủ giữ chức vụ trái với ý định của Nghị viện, Thủ tướng chịu trách nhiệm chính đối với Nghị viện.